# Monodontomerus
Monodontomerus är ett släkte av steklar som beskrevs av John Obadiah Westwood 1833. Monodontomerus ingår i familjen gallglanssteklar.

## Dottertaxa tillMonodontomerus, i alfabetisk ordning[1][2]
- Monodontomerus acrostigmus
- Monodontomerus aeneus
- Monodontomerus aereus
- Monodontomerus anthidiorum
- Monodontomerus bakeri
- Monodontomerus brevicrus
- Monodontomerus canariensis
- Monodontomerus clementi
- Monodontomerus cubensis
- Monodontomerus dentipes
- Monodontomerus desantisi
- Monodontomerus dianthidii
- Monodontomerus indiscretus
- Monodontomerus japonicus
- Monodontomerus kazakhstanicus
- Monodontomerus laricis
- Monodontomerus laticornis
- Monodontomerus lymantriae
- Monodontomerus mandibularis
- Monodontomerus menticle
- Monodontomerus mexicanus
- Monodontomerus minor
- Monodontomerus montivagus
- Monodontomerus noyesi
- Monodontomerus obscurus
- Monodontomerus osmiae
- Monodontomerus parkeri
- Monodontomerus primaevus
- Monodontomerus rasputin
- Monodontomerus rugulosus
- Monodontomerus strobili
- Monodontomerus tectus
- Monodontomerus tepedinoi
- Monodontomerus thorpi
- Monodontomerus torchioi
- Monodontomerus usticensis
- Monodontomerus vicicellae
- Monodontomerus viridiscapus